# “文革”时期福建群众组织研究
《“文革”时期福建群众组织研究》，叶青著，原为作者2002年福建师范大学博士学位论文，修订后于2004年由当代中国出版社出版。

## 评论
- 金春明：“非常有意义的学术研究”。[1]:212
- 汪征鲁：专著“独到的研究具有拓荒与发韧的意义。”“厚积薄发，独具视角”，“别开生面”，“不乏新见”。[2]
- 耿化敏将专著和唐少杰的清华大学群众组织研究（参见唐少杰著《一叶知秋》）一起称为文革群众组织研究“较有代表性的成果”。[3]
- 陈建坡：“当前国内公开出版的有关‘文革’时期群众组织研究一部力作。资料丰富、史实翔实是本书的特点之一。”[1]:213
- 向前：“叶青充分运用档案文献，对福建的红卫兵组织名称、派别、组织特征及演变过程有深入细致的分析。”[4]